# Марк Теренцій Варрон
Марк Тере́нцій Варр́он, іноді Варро́ (лат. Marcus Terentius Varro, 116 до н. е. — 27 до н. е.) — римський вчений-енциклопедист і письменник. За місцем народження його іноді називають Варроном Реатинським, аби відрізніти від Варрона Атацинського. Авторитет Варрона як вченого та оригінального письменника ще за життя був незаперечним.
Філософські погляди Варрона еклектичні, він близький до кініків, стоїків, піфагореїзму. Найвище благо, на його думку, повинно задовольняти потреби душі та тіла. Доброчесність визначається як мистецтво життя, що веде до щастя, і якому можна навчитися. Варрон був прихильником старих римських звичаїв, але ніколи не виступав як непереборний захисник традицій. Він цінував справжню культуру незалежно від її зовнішньої форми.

## Біографія
Марк Теренцій Варрон народився в 116 р. до н. е. в сабінському місті Реата. На державній службі пройшов усі посади до претури. Під час громадянської війни в 49 р. до н. е. воював на боці Помпея в Іспанії на чолі Legio II. Після закінчення війни Юлій Цезар пробачив його і призначив керівником публічної бібліотеки. Оселившись у Римі, Варрон остаточно присвятив себе історичним дослідженням, які давно його цікавили, та літературній діяльності. Проте, з особистих мотивів, Антоній накладає на нього проскрипції, причому Варрон втратив частину своєї бібліотеки та свою землю. З 43 р. до н.е. почав займатися виключно науковою працею та літературною діяльністю. Працював до глибокої старості. Деякі твори написав у віці 80 років. Очолював публічну бібліотеку Риму.

## Меніппові сатири
Основною літературною працею Варрона вважаються філософсько-моральні «Меніппові сатири» (лат. Saturae menippeae) в 150 книгах (кожній книзі відповідає одна сатира; зберігся 591 короткий фрагмент з 96 книг). Названі за своєю специфічною формою, яку автор запозичив у кінічного письменника Меніппа, якого Варрон високо цінував. Власне, від Варрона походить назва відповідного жанру — меніппова сатира. Згідно з Цицероном, «Сатири» написані Варроном у юнацтві.

## Наукові твори
Існує складений Ієронімом неповний каталог творів Варрона, згідно з яким встановлено, що Варрон написав понад 70 творів, загальною кількістю понад 600 книг. Він займався, зокрема, грамматикою, правом, мистецтвом, історією, історією літератури.
Збереглися трактат «Про сільське господарство» в 3-х книгах, 5-10 книги твору «Про латинську мови» (усього було 25 книг). Цей твір ґрунтується на висновках його вчителя Стілона.
Відомо, що він написав літературні портрети семисот греків та римлян. Це був перший ілюстрований римський твір. У ньому він доводив рівноправний стан грецької та римської культур. Ця тема також була присутня і в деяких інших творах Варрона.
Велике значення мала енциклопедія Варрона «Книга досвіду». Вона складалася з граматики, діалектики, риторики, геометрії, арифметики, астрології, музики, медицини та архітектури. У пізню античність перші 7 наук були виділені як основні, що надалі заложило підґрунтя середньовічної європейської освіти.
Також відомі його твори під загальною назвою «Логісторики», що складаються з 76 книг і являють собою етичні роздуми з прикладами з міфології та історії.
В історичних дослідженнях виділяються «Людські та божественні давності» в 41 книзі. Це енциклопедія історії римської культури. Завдяки християнським письменникам, насамперед Августину, відомий зміст другої частини дослідження (кн. 26-41), яку Варрон присвятив Цезарю. У творі «Про походження римського народу» в 4 книгах Варрон показав внесок Риму в грецьку культуру.
Великою є роль Варрона у становленні граматики та лінгвістики. Збереглися фрагменти «Історії алфавіту» у 2 книгах, «Про походження латинської мови» в 3 книгах.